# ブルセラ症
ブルセラ症（ブルセラしょう、brucellosis）とは、ブルセラ属(Brucella) の細菌に感染して起こる人獣共通感染症。マルタ熱とも呼ばれる。
日本においては感染症法における四類感染症、家畜伝染病予防法に基づく家畜伝染病に指定されている。診断した医師は直ちに最寄りの保健所に届け出る。また、Brucella abortus、B. melitensis、B. suis、B. canisは感染症法における3種病原体である。なお、日本獣医学会の提言で家畜伝染病予防法の法令上の名称も「ブルセラ病」から「ブルセラ症」に変更された。ブルセラ属細菌は国立感染症研究所病原体等安全管理規程においてレベル3に分類されている。動物への依存度が強い国や地域では、依然として多発する。動物のブルセラ症対策が行き届いた結果、多くの工業国ではヒトのブルセラ症も減少した。これは、ヒトのブルセラ症の発生が保菌動物の存在に依存していることを示している。
ブルセラ属菌は敵国の兵士や住民に罹患させて能力を低下させる生物兵器としても研究・培養された。アメリカは1942年、ソ連は1978年に兵器化を実現した。
2019年７～８月、中国内陸部の甘粛省蘭州市で動物用のブルセラ症ワクチン工場から滅菌が不十分な排気が流出したものの、「風向きなどから大量の感染者は発生しない」と同年12月に地元の衛生当局が発表した。しかし実際は、周辺住民ら2万人余りに検査を実施し、うち3,245人がブルセラ菌に感染していたことを2020年9月16日までに当局が発表した。

## 病原体と感染症の概要
ブルセラはグラム陰性の球形に近い小桿菌で、莢膜、芽胞、鞭毛をもたず、発育は非常に遅い。潜伏期間は2〜3週間。そのため、通常の培養は少なくとも4週間は経過観察の必要がある。脾臓、リンパ節などでの細胞内増殖をする。ほこりの中では6週間、土や水の中では10週間生存する。家畜との接触、汚染乳製品の摂取を通じてヒトに感染する。1887年、クリミア戦争でマルタ熱の原因病原体としてイギリス軍の軍医・デビッド・ブルース (Sir David Bruce) によって Micrococcus melitensis が発見されたため、この名前が付いた。100個以下の菌数でも感染するとされ、感染しやすく検査室感染も多い。本菌の分離には血液若しくは血清が添加された培地を用いる。カタラーゼ陽性、ウレアーゼ陽性、ペプトン培地では糖から酸を産生しない。
ヒトに感染を起こすのは Brucella abortus、B. melitensis、B. suis、B. canis の4種類とされていたが、近年の研究では B. pinnipedialis、B. ceti でも感染するとされている。
牛においては Brucella abortus の感染が妊娠6〜8ヶ月での流産の原因となる。日本では家畜におけるブルセラ症は1970年代にほぼ撲滅されたが、現在でも犬の Brucella canis 感染が見られる。ヒトに感染すると発熱、発汗、頭痛、背部痛、体力消耗というような症状を起こす。重症化すれば脳炎、髄膜炎などの中枢神経の炎症や心内膜炎、骨髄炎を起こすこともある。テトラサイクリンやストレプトマイシンなどに感受性を示すが、細胞内寄生を持つため体内の菌の撲滅は難しく、再発する。なお、家畜においては家畜伝染病予防法に基づいて治療を行わず殺処分する。現在家畜のみ、生体輸入については厳しい検疫制度により感染家畜を輸入されないよう水際で監視され、罹患家畜は殺処分されている。犬猫ペットについては充分な検疫はされないので、外観で感染が判断できないため感染犬を輸入してしまう場合もある。Brucella canis による犬ブルセラ症は、日本に定着したと考えられ犬の2−5%が既にキャリアである。山口県による2005年の報告によれば、48検体中1検体で抗体を検出した。

### 主な分布地域
世界的に分布。地中海地域、西アジア、アフリカ、ラテンアメリカ、南アメリカ、ペルシア湾域、インドなど。

### 菌種と主な宿主
- Brucella abortus - ウシ （北米ではバイソンとエルクも） - バング熱とも
  - ウシでは精巣炎、陰嚢の腫大、熱感。
- B. suis - トナカイ、齧歯（げっし）目、ブタ - ブタ流産菌病とも
  - ブタでは慢性炎症に起因する精巣炎。
- B. melitensis - ヒツジとヤギ - マルタ熱または地中海熱とも
- B. ovis - ヒツジ
- B. canis - イヌ
  - イヌではほとんど症状はみられないが、雌では妊娠45〜55日頃に死流産、雄では精巣、精巣上体、前立腺の腫脹を示す。
- B. maris - 海洋動物
- B. neotomae - 齧歯（げっし）目
- B. pinnipedialis - 鰭脚類
- B. ceti - クジラ
- B. microti -

### 感染経路（ヒト）
ブルセラ症の感染経路としては、主として三つある。
1. 細菌に汚染されたものを飲食する。
  - 感染動物のミルクが殺菌されていないと、そのミルクやミルクから作ったチーズなどが汚染されており、飲食した人が感染する。細菌は食品衛生法の指定条件の加熱で完全に不活化する。
2. 細菌を吸い込む。
  - 日本でのヒトでの感染はほとんどが実験室内感染。細菌が噴霧されるなどして生物兵器として使われることが心配されている[4]。
3. 皮膚の傷や眼の結膜などから細菌が侵入する。
  - 死体、および流産組織、分娩の残物（羊水、胎盤）などとの接触による。
  - 酪農・農業従事者、獣医師、屠畜場従事者では職業的な感染のリスクが高い[1]。
  - 自然宿主に対する病原性発現の初期段階の細胞への接着と侵入に関与する遺伝子、および菌体成分は明らかになっていない部分が多い。

### 感染経路（牛）
牛のブルセラ病は流産胎子や胎盤あるいは感染した子宮からの悪露が感染源で、病原体は経口的に摂取され、腸管より侵入する。外陰部、角膜、皮膚も感染経路となる。ブルセラ病は特に妊娠子宮指向性が高いため、子宮内で増殖して胎子に感染する。

## 診断と治療

### 臨床症状

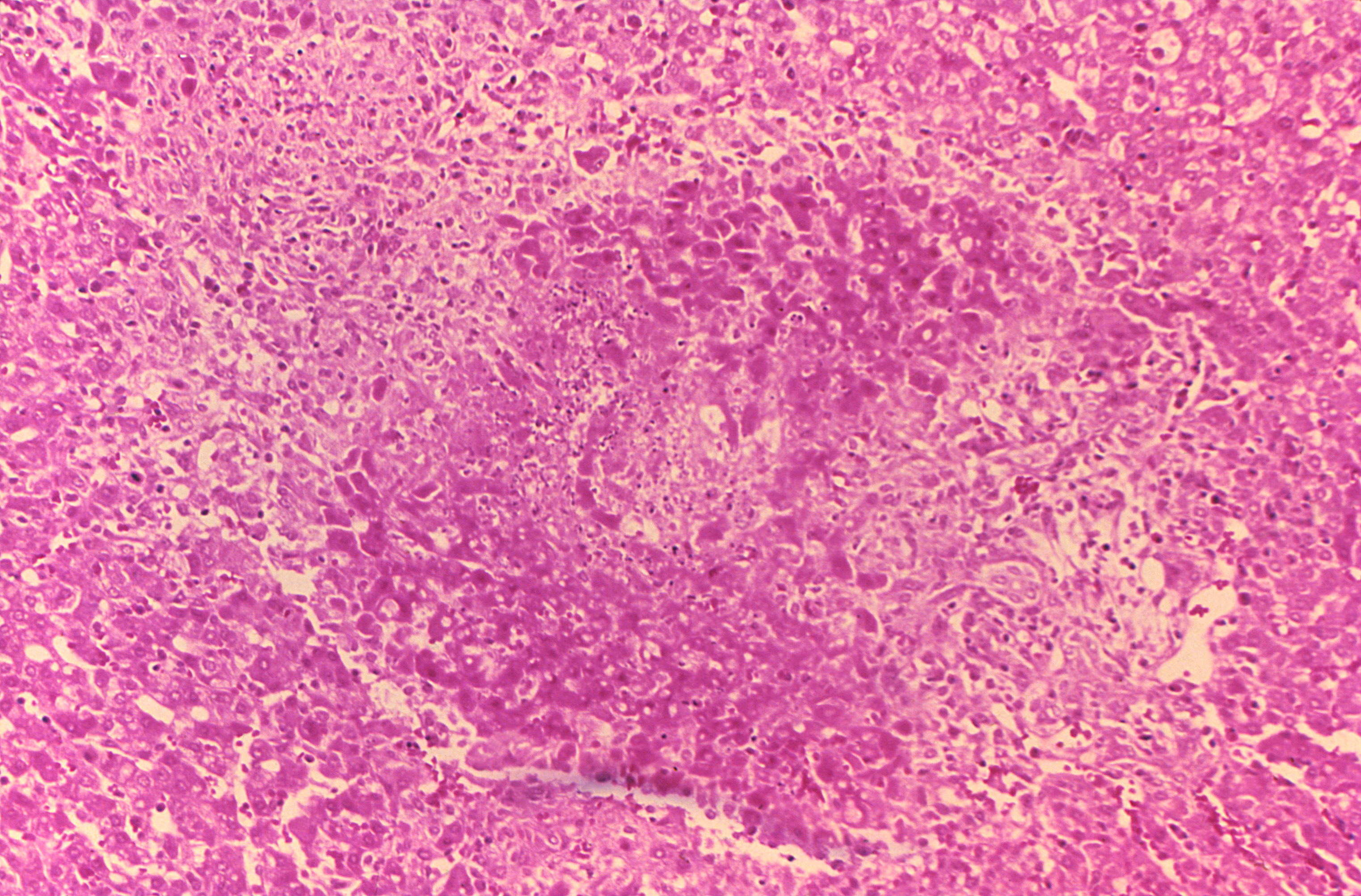
ブルセラに感染して出来たブタの肉芽腫

あらゆる臓器に感染を起こし、全身症状。その症状に特異的なものはなく、症状は他の熱性疾患と類似している。40℃程度の発熱は主に午後から夕方で、持続的、間欠的、または不規則な発熱（数週間〜数カ月続くこともある）、発汗、疲労、体重減少、うつ状態などの症状がみられる。リンパ節腫脹、肝脾腫大がみられる。
- 骨・関節系 - 最もよくみられる合併症で、腸骨坐骨関節炎、膝および肘関節炎、椎間板炎、骨髄炎、滑膜包炎などを起こす。
- 消化器系 - 成人患者の70%近くで胃腸症状（食欲不振・吐き気・嘔吐・下痢・便秘、悪心）体重減少。
- 呼吸器系 - きわめてまれで、咳、労作呼吸困難。
- 泌尿器系 - 精巣炎。
- 神経系 - うつ状態、髄膜炎がみられるが、頻度は2%以下。
- 心血管系 - 心内膜炎が最も重要な合併症で、ブルセラ症による死亡原因の大半を占める。頻度は2%以下である。

### 診断
- 血液培養による診断が有効で、発熱時で、なるべく抗菌薬投与前の血液、あるいはリンパ節生検材料、骨髄穿刺材料などを対象とする。体組織からの病原体の分離・同定[1]。

### 治療
- 感受性のある抗生剤の投与。薬剤の服用期間が短い・外科的処置が不適切だった場合、再発する。
- 弱毒変異株を用いたヒトの有効なワクチンは開発中。

## 関連法規
- 家畜伝染病予防法 - 但し、イヌブルセラ症は対象外。
- 感染症法 - 四類感染症、全数届出疾患
- 食品衛生法
- と畜場法